# Habsburg Borbála osztrák főhercegnő
Habsburg Borbála osztrák főhercegnő (németül Barbara von Österreich; (Innsbruck, 1539. április 30. – Ferrara, 1572. szeptember 19.); a Habsburg-ház osztrák ágából származó főhercegnő, magyar és cseh királyi hercegnő, 1565-től Ferrara, Modena és Reggio hercegnéje.

## Élete

### Származása
1539. április 30-án született I. Ferdinánd osztrák főherceg, magyar és cseh király (1558-tól német-római császár) és Jagelló Anna magyar hercegnő tizenegyedik gyermekeként. Apai nagyszülei I. Fülöp kasztíliai király (1478–1506) és II. Johanna kasztíliai királynő (1479–1555), anyai nagyszülei II. Ulászló magyar király (1456–1516) és Candale-i Anna (1484–1506) voltak.
Ahogyan valamennyi testvére, Borbála is szigorú katolikus szellemű nevelést kapott. Jóllehet külsőleg egyáltalán nem volt szép, mégis számos kérője akadt, akik mindannyian szerették volna elnyerni a főhercegnő kezét.

### Házassága
Borbála végül 1565. december 5-én, 26 éves korában Ferrarában az 1562-ben megözvegyült Estei II. Alfonz modenai herceggel (1533–1597) kötött házasságot. Az együtt töltött hét évi házaséletük boldogan telt el, annak ellenére, hogy Borbála nem szült gyermekeket.
A házasságkötés után a ferrarai hercegi udvarban élő Torquato Tasso, a kor egyik kiemelkedő költője, a főhercegnőnek ajánlotta néhány szonettjét. Borbála a jótékonykodásban is jelentékeny szerepet vállalt: egy ferrarai földrengést követően 1570-ben megalapította a Szent Borbála árvaházat a szüleiket, családtagjaikat elvesztett gyermekek számára.

### Halála
Borbála már a házasságkötést követő évben, 1566-ban tuberkulózissal fertőződött meg, és a következő években egészségi állapota folyamatosan romlott. 1572. szeptember 19-én, 33 éves korában halt meg Ferrarában. Férje hét évvel később, 1579 februárjában Gonzaga Margit mantovai hercegnőt (1564–1618) vette feleségül, akitől szintén nem született gyermeke. Mivel mindhárom házassága gyermektelen maradt, II. Alfonz 1597-ben bekövetkezett halála után unokaöccse, Estei Cesare herceg (1552–1628) örökölte Modena hercegi trónját.